# Sorin Herțea
Sorin Herțea – rumuński zapaśnik walczący w stylu klasycznym. Brązowy medalista na mistrzostwach świata w 1986; czwarty w 1987. Brązowy medalista mistrzostw Europy w 1985; piąty w 1986 i 1987 roku.